# تتراآزیدومتان
تتراآزیدومتان (به انگلیسی: Tetraazidomethane) با فرمول شیمیایی CN۱۲ یک ترکیب شیمیایی با شناسه پاب‌کم ۱۶۰۵۹۵۷۸ است. که جرم مولی آن ۱۸۰٫۰۹ g/mol می‌باشد. 